# Eaz
Eaz (* 26. September 1993 in Wetzikon; bürgerlich Arber Rama), auch EAZ geschrieben, ist ein Schweizer Rapper kosovarischer Abstammung.

## Leben
Arber Rama alias Eaz wuchs in Wetzikon im Zürcher Oberland auf. Mit zehn Jahren fing er an, seine ersten Rhymes zu schreiben. Eaz spricht Deutsch, Schweizerdeutsch, Albanisch und Englisch.

## Karriere
Nach vielen Free-Tracks gelang Eaz mit der Single Kei Zit, die er in Zusammenarbeit mit Xen veröffentlichte, der Durchbruch. Mit dieser Single erreichten sie den zweiten Platz in den Schweizer Singlecharts. Im selben Jahr folgte seine erste EP Eaz, die den sechsten Platz in den offiziellen Schweizer Charts erreichte. Danach veröffentlichte Eaz kontinuierlich weitere Songs. Im Jahr 2017 folgte das Kollaboalbum Physical Shock mit den Musikern Xen und Liba. Dieses Album erreichte den Platz 3 in den offiziellen Charts der Schweizer Hitparade. Im Jahr 2021 veröffentlichte er sein Solodebütalbum Apartment 32 bei seinem neuen Label Universal Music Group Switzerland. Das Album erreichte den dritten Platz der Hitparade.
Im Frühling 2023 war er Teilnehmer der 4. Staffel von Sing meinen Song – Das Schweizer Tauschkonzert.

## Diskografie

### Studioalben
| Jahr | Titel Musiklabel                   | Höchstplatzierung, Gesamtwochen, AuszeichnungChartsChartplatzierungen (Jahr, Titel, Musiklabel, Platzierungen, Wochen, Auszeichnungen, Anmerkungen) | Anmerkungen                           |
| Jahr | Titel Musiklabel                   | CH | Anmerkungen                           |
| ---- | ---------------------------------- | --- | ------------------------------------- |
| 2021 | Apartment 32 Universal Music Group | CH3 (7 Wo.)CH | Erstveröffentlichung: 16. Juli 2021   |
| 2023 | Liquor Store Universal Music Group | CH3 (4 Wo.)CH | Erstveröffentlichung: 18. August 2023 |

### Kollaboalben
| Jahr | Titel Musiklabel            | Höchstplatzierung, Gesamtwochen, AuszeichnungChartsChartplatzierungen (Jahr, Titel, Musiklabel, Platzierungen, Wochen, Auszeichnungen, Anmerkungen) | Anmerkungen                                      |
| Jahr | Titel Musiklabel            | CH | Anmerkungen                                      |
| ---- | --------------------------- | --- | ------------------------------------------------ |
| 2017 | Physical Shock iGroove 4    | CH3 (7 Wo.)CH | Erstveröffentlichung: 3. März 2017 mit Xen, Liba |
| 2022 | Thron Universal Music Group | CH2 (4 Wo.)CH | Erstveröffentlichung: 7. Oktober 2022 mit Xen    |

### EPs
| Jahr | Titel Musiklabel                   | Höchstplatzierung, Gesamtwochen, AuszeichnungChartsChartplatzierungen (Jahr, Titel, Musiklabel, Platzierungen, Wochen, Auszeichnungen, Anmerkungen) | Anmerkungen                            |
| Jahr | Titel Musiklabel                   | CH | Anmerkungen                            |
| ---- | ---------------------------------- | --- | -------------------------------------- |
| 2015 | Eaz –                              | CH6 (2 Wo.)CH | Erstveröffentlichung: 29. Mai 2015 EP  |
| 2025 | Penthouse 32 Universal Music Group | CH16 (1 Wo.)CH | Erstveröffentlichung: 28. März 2025 EP |

### Singles
| Jahr | Titel Album                   | Höchstplatzierung, Gesamtwochen, AuszeichnungChartplatzierungen (Jahr, Titel, Album, Platzierungen, Wochen, Auszeichnungen, Anmerkungen) | Höchstplatzierung, Gesamtwochen, AuszeichnungChartplatzierungen (Jahr, Titel, Album, Platzierungen, Wochen, Auszeichnungen, Anmerkungen) | Höchstplatzierung, Gesamtwochen, AuszeichnungChartplatzierungen (Jahr, Titel, Album, Platzierungen, Wochen, Auszeichnungen, Anmerkungen) | Anmerkungen                                                  |
| Jahr | Titel Album                   | CH | DE | AT | Anmerkungen                                                  |
| ---- | ----------------------------- | --- | --- | --- | ------------------------------------------------------------ |
| 2015 | Kei Zit –                     | CH2 (2 Wo.)CH | — | — | Erstveröffentlichung: 27. November 2015 mit Xen              |
| 2017 | Alé Physical Shock            | CH75 (1 Wo.)CH | — | — | Erstveröffentlichung: 3. März 2017 mit Xen                   |
| 2017 | Down mit de Clique –          | CH85 (1 Wo.)CH | — | — | Erstveröffentlichung: 24. November 2017 mit Xen, Liba        |
| 2018 | Ballerina –                   | CH79 (1 Wo.)CH | — | — | Erstveröffentlichung: 18. Mai 2018 mit Liba                  |
| 2018 | Dorë për dore –               | CH50 (1 Wo.)CH | — | — | Erstveröffentlichung: 1. Juni 2018                           |
| 2018 | Murda / Rolling Stone –       | CH72 (1 Wo.)CH | — | — | Erstveröffentlichung: 31. August 2018                        |
| 2020 | Hit ’Em Up Apartment 32       | CH17 (4 Wo.)CH | — | — | Erstveröffentlichung: 11. September 2020 feat. Xen           |
| 2020 | Can’t Let U Go Apartment 32   | CH46 (3 Wo.)CH | — | — | Erstveröffentlichung: 18. Dezember 2020                      |
| 2021 | Limit Apartment 32            | CH100 (1 Wo.)CH | — | — | Erstveröffentlichung: 12. März 2021                          |
| 2021 | Bonnie & Clyde 2 Apartment 32 | CH8 (6 Wo.)CH | — | — | Erstveröffentlichung: 23. April 2021                         |
| 2022 | Kipp min Gin –                | CH45 (1 Wo.)CH | — | — | Erstveröffentlichung: 8. April 2022 mit Xen                  |
| 2022 | Motivé –                      | CH1 (13 Wo.)CH | — | — | Erstveröffentlichung: 24. Juni 2022 mit Xen                  |
| 2023 | Laki lo Liquor Store          | CH71 (2 Wo.)CH | — | — | Erstveröffentlichung: 24. Februar 2023                       |
| 2023 | Juicy Liquor Store            | CH2 (19 Wo.)CH | DE32 (5 Wo.)DE | AT22 (4 Wo.)AT | Erstveröffentlichung: 17. März 2023                          |
| 2023 | Beautiful Liquor Store        | CH92 (1 Wo.)CH | — | — | Erstveröffentlichung: 7. April 2023                          |
| 2023 | Secrets Liquor Store          | CH92 (1 Wo.)CH | — | — | Erstveröffentlichung: 30. Juni 2023                          |
| 2023 | Leila Liquor Store            | CH93 (1 Wo.)CH | — | — | Charteinstieg: 27. August 2023                               |
| 2023 | Dirty Move –                  | CH72 (1 Wo.)CH | — | — | Charteinstieg: 10. September 2023 Capital T feat. Eaz & Rina |
| 2024 | In Not –                      | CH95 (1 Wo.)CH | — | — | Erstveröffentlichung: 23. Februar 2024 mit Mc Hero           |
| 2024 | On/Off –                      | CH86 (1 Wo.)CH | — | — | Erstveröffentlichung: 31. Mai 2024 ddp feat. Eaz & Xen       |

Weitere Singles
- 2016: Blaze
- 2017: Sit Tag 1 (mit Xen)
- 2018: Nasty Girl (feat. Ledri Vula, Xen)
- 2019: Bitch
- 2019: Controlla
- 2019: Last Night
- 2019: Hood
- 2019: Everything
- 2020: Love
- 2021: Chevy64
- 2021: Sa mire po dokesh (mit Bardhi, Xen)
- 2021: All In (mit Stress, Naomi Lareine)
- 2021: Bandita (mit Enom, Young Zen)

## Auszeichnungen und Nominierungen

### Auszeichnungen
- 2017: LYRICS Awards – in der Kategorie: "Best Song" (für Alé) [mit Xen][9]
- 2017: LYRICS Awards – in der Kategorie: "Best Release" (für Physical Shock) [mit Xen, Liba][9]
- 2024: Swiss Music Awards – in der Kategorie: "Best Hit" (für Juicy)[10]

### Nominierungen
- 2022: Swiss Music Awards – in der Kategorie: "Best Male Act"[11]
- 2023: Swiss Music Awards – in der Kategorie: "Best Hit" (für Motivé)[12]
- 2024: Swiss Music Awards – in der Kategorie: "Best Male Solo Act"[13]
- 2024: Swiss Music Awards – in der Kategorie: "Best Streaming Act"[14]